# Volo Azza Transport 2241
Il volo Azza Transport 2241 era un collegamento per trasporto merci da Sharja, negli Emirati Arabi Uniti, a Khartoum, in Sudan, che il 21 ottobre 2009 precipitò subito dopo il decollo dall'aeroporto di Sharja.

## L'aereo
Il velivolo coinvolto nell'incidente era un Boeing 707-330C avente codice di registrazione ST-AKW, MSN 20112 e numero di linea 788. Effettuò il suo primo volo il 1º maggio 1968 e fu consegnato a Lufthansa il 17 febbraio 1969 dove venne registrato D-ABUJ. Dal 23 marzo 1977 fu noleggiato a Condor Flugdienst fino al 5 maggio 1981 quando venne venduto negli Emirati Arabi Uniti e registrato A6-DPA. Il 26 maggio 1986, il velivolo fu venduto al Governo Sudanese e registrato ST-AKW. Il 26 ottobre 1986 venne venduto alla Nile Safaris Aviation, dove operò fino alla vendita alla Trans Arabian Air Transport il 28 maggio 1992. L'ultimo cambiamento di compagnia avvenne il 16 agosto 1994 quando fu venduto alla Azza Transport.

## L'incidente
Alle 15:30 ore locali (11:30 UTC) del 21 ottobre 2009 il Boeing 707 precipitò 3,2 km a nord dell'aeroporto Internazionale di Sharjah. Il volo era diretto all'aeroporto Internazionale di Khartoum ed era da poco decollato al momento dell'incidente. L'aeromobile si distrusse completamente nell'impatto e l'incendio che si scatenò uccise tutti i sei membri dell'equipaggio. L'aereo stava trasportando unità dell'aria condizionata, parti di auto, computer e varie attrezzature. Testimoni oculari dichiararono di aver visto un componente dell'aereo cadere al suolo subito dopo il decollo. Questa parte fu più tardi identificata come la carenatura di uno dei quattro motori.

## Le indagini
Lo sceicco Khalid Al-Qasimi disse che l'Autorità generale dell'aviazione civile (GCAA) degli Emirati Arabi Uniti aveva avviato un'indagine sull'incidente. Secondo quanto riferito, una delle aree di indagine era quella dei motori. Il Cockpit Voice Recorder e il Flight Data Recorder vennero recuperati e inviati nel Regno Unito per essere analizzati. Nel febbraio 2010 venne riferito che entrambi i registratori non erano funzionanti e non era stato recuperato alcun dato. Nel gennaio 2011, la GCAA pubblicò un rapporto intermedio. Il rapporto finale affermava che la causa dell'incidente era stata il superamento dell'angolo di inclinazione massimo da parte dell'aereo. Ciò aveva causato uno stallo e una perdita di controllo che non era stato possibile recuperare. L'equipaggio stava rispondendo a una perdita di potenza percepita dal motore n.4, anche se la sua risposta era stata inappropriata. Le carenature del nucleo del motore #4 si erano staccate dal motore e questo aveva portato alla separazione della linea flessibile del rapporto di pressione del motore.

## Conseguenze
Ad Azza Transport venne vietato di operare negli Emirati Arabi Uniti mentre si svolgevano le indagini sull'incidente.